# Aïn Arnat
Ain Arnat (în arabă عين أرنات) este o comună din provincia Sétif, Algeria.
Populația comunei este de 43.551 de locuitori (2008).